# Yoshihide Fujiwara
Yoshihide Fujiwara (藤原芳秀 Fujiwara Yoshihide?,  nació el 13 de junio, 1966 en la prefectura de Tottori, Japón) es un mangaka japonés. Fujiwara se hizo conocido cuando ganó el premio Shogakukan New Artist Award por su trabajo Maris. Trabajó como asistente de Ryōichi Ikegami hasta el año 1986 y su estilo artístico se asemeja con la de su maestro. En el año 1986, hizo su debut profesional con el manga llamado Shiritsu Shuuten Koukou.

## Trabajos
- Shiritsu Shuuten Koukou (私立終点高校?) (escrito por Hajime Kimura)
- Kenji (拳児?) (escrito por Ryuchi Matsuda)
- Jesus (ジーザス?) (escrito por Kyoichi Nanatsuki)
- Virtua Fighter (バーチャファイター?) (escrito por Kyoichi Nanatsuki)
- Conde Koma (コンデ・コマ?) (escrito por Kichiro Nabeta)
- Yami no Aegis (闇のイージス?) (escrito por Kyoichi Nanatsuki)
- BUGS: Summer of Predators (BUGS -捕食者たちの夏-?) (escrito por Kyoichi Nanatsuki)